# Louis Kuehn
Louis Edward "Hap" Kuehn (2. duben 1901 – 30. březen 1981) byl americký skokan a olympijský šampion.
Byl cvičencem trenéra Jacka Codyho v Multnomahském atletickém klubu (Multnomah Athletic Club) v Portlandu ve státě Oregon. Na letních olympijských hrách 1920 v Antverpách, teprve jako devatenáctiletý mladík, získal zlatou medaili za třímetrové prkno s výsledkem 675,40 bodů. Poté opustil závodění a stal se trenérem plavání a skoků do vody. Za druhé světové války byl instruktorem plavání u Námořnictva Spojených států.
V roce 1980 byl uveden do oregonské sportovní síně slávy a roku 1988 do mezinárodní plavecké síně slávy.